# Jean-Jacques Nanquette
Jean-Jacques Nanquette, né le 6 décembre 1807 à Fumay dans les Ardennes, mort le 19 novembre 1861 au Mans, est un prélat français, évêque du Mans de 1855 à 1861.

## Biographie
Fils de Jacques Louis Nanquette et Marie Anne Évrard, Jean-Jacques Nanquette est ordonné prêtre le 18 décembre 1830 pour l'archidiocèse de Reims. Il devient alors professeur de philosophie au petit séminaire de Charleville, établissement où il avait entrepris ses études. Nommé tour à tour vicaire de la paroisse Saint-Jacques de Reims, de l'église métropolitaine Notre-Dame de Reims, curé de l'église Saint-Maurice de Reims puis curé-archiprêtre de l'église Saint-Charles de Sedan en 1849, il est préconisé pour l'évêché du Mans le 12 septembre 1855, confirmé le 28 septembre suivant avant d'être sacré en la cathédrale de Reims par le cardinal Thomas Gousset.
Il décède en son palais épiscopal le 19 novembre 1861, au terme d'un très court épiscopat (en comparaison de celui de son prédécesseur) de moins de six ans.

## Distinction
- Chevalier de la Légion d'honneur (13 aout 1857)[3]

## Armes
D’azur à la croix d’argent cantonnée de 4 M antiques couronnés, le tout d’argent.